# Ximet
Joaquín Badimón Aymerich (Burriana, Castellón, España, 4 de marzo de 1963), conocido como Ximet, es un exfutbolista español que se desempeñaba como defensa.

## Clubes
| Club            | País   | Año       |
| --------------- | ------ | --------- |
| C. D. Castellón | España | 1985-1992 |